# Avenida Aliomar Baleeiro
A Avenida Aliomar Baleeiro, conhecida como Estrada Velha do Aeroporto (EVA), é uma avenida que liga a Brasilgás, ao bairro de São Cristóvão, nas proximidades do Aeroporto Internacional de Salvador, com cerca de 20 km de extensão. É conhecida por causa da "Curva da Morte", uma curva em forma de U após uma reta em frente a um barranco. Foi construída na década de 1940 (entre 1943 e 1944), nos idos da 2ª guerra mundial, para criar uma ligação direta entre a base aérea (no Aeroporto) e a base naval (em São Tomé de Paripe). E, mais que simplesmente uma ligação, ela viabilizava um acesso rápido entre dois pontos estratégicos para a dinâmica das forças aliadas durante a guerra. Foi essa necessidade de rapidez que deu a EVA o desenho que possui: o modo mais célere de se construir uma estrada é seguindo o desenho do terreno, sua topografia, sem se preocupar com curvas de nível.
Nas palavras do historiador Cid Teixeira, “eles simplesmente jogaram piche sobre a terra batida. Se havia um morro, subia-se o morro; se havia uma curva acentuada, fazia-se a curva” (Urbanidade, 2008). Vale ressaltar que o termo piche é usado em lugar de asfalto betuminoso pois foram militares, mais precisamente fuzileiros navais, estadunidenses que construíram a EVA. Talvez seja essa uma das explicações para o asfalto da Avenida ainda conservar-se original[carece de fontes?] e razoavelmente em boas condições[carece de fontes?].
A estrada possui uma estrutura peculiar, cheia de curvas, altos e baixos, e alguns despenhadeiros. A presença marcante de resquícios de Mata Atlântica dá um ar por vezes bucólico ao local, herdado desde sua origem. Causando a impressão, em alguns trechos, que se trata de uma rodovia que liga cidades do interior do Estado. O acesso à EVA pode ser pela BR 324 (Brasilgás), Paralela (São Rafael, Via Regional, Vale dos Lagos, Vila Dois de Julho, Canabrava e 29 de Março), Cajazeiras, Mussurunga e São Cristóvão.
Nos históricos da Companhia de Desenvolvimento Urbano do Estado da Bahia (Conder) constam que, até a década de 1950, o único acesso ao Aeroporto de Salvador, que já se chamou Aeroporto Internacional 2 de Julho e que a época era conhecido como Campo de Santo Amaro de Ipitanga, era a EVA. Em 1973, foi sancionada uma lei (Lei 2.464, Art. 1º), pelo então prefeito de Salvador, Clériston Andrade, na qual foi denominada Avenida Aliomar Baleeiro a Estrada Velha do Aeroporto.